# Summerhill

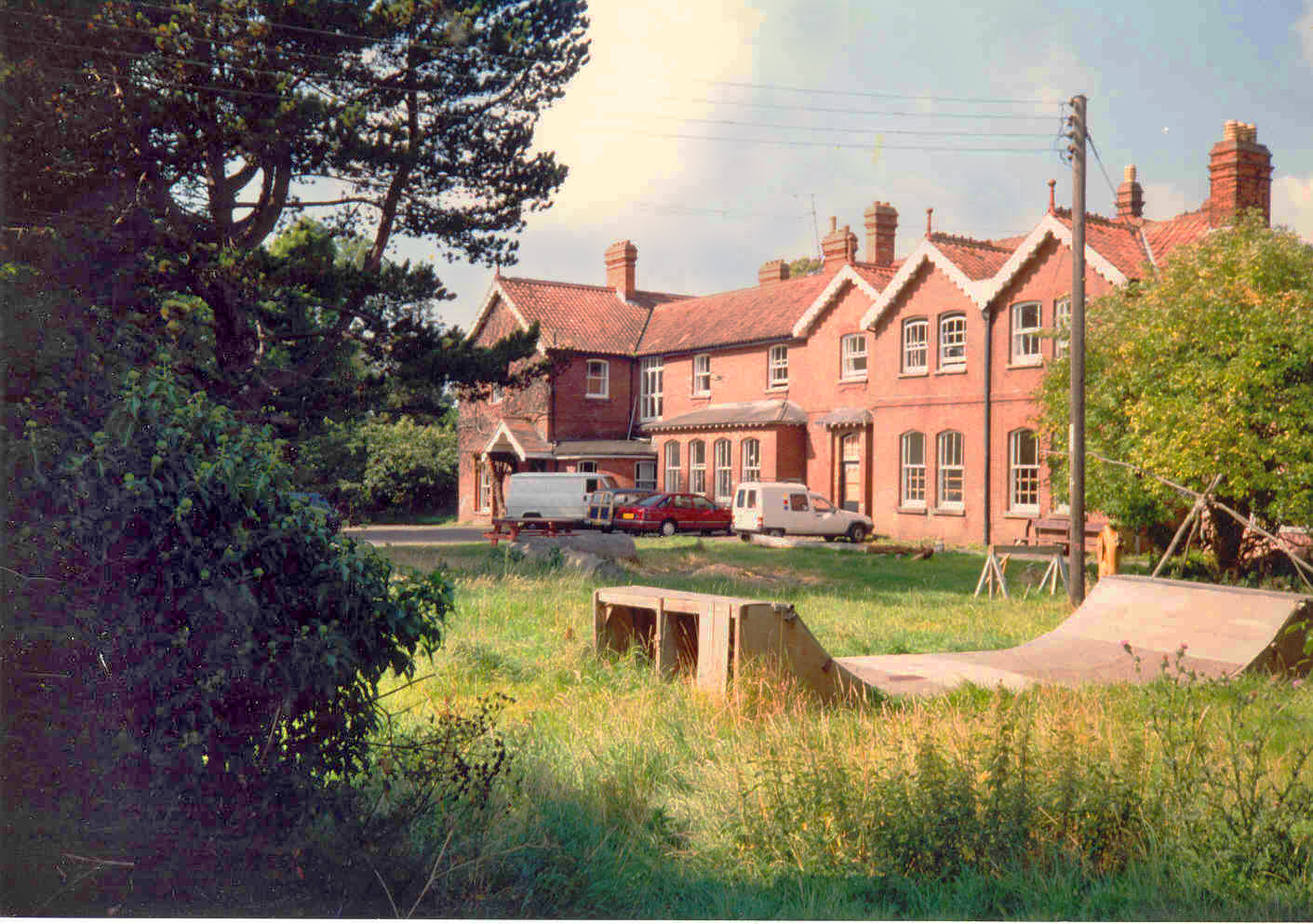
Summerhill

Summerhillská škola je nezávislá britská internátní škola, založená v roce 1921 Alexanderem Sutherlandem Neillem na základě přesvědčení, že vzdělávání by mělo být prováděno tak, aby bylo přizpůsobeno spíše dítěti než komukoliv jinému v procesu vzdělávání. Funguje jako demokratické společenství. Provoz školy je projednáván ve školních shromážděních, kterých se může účastnit každý, zaměstnanci stejně jako žáci, a na kterých má každý stejný hlas. Tato setkání slouží jako zákonodárný i soudní orgán. Členové komunity mají svobodu dělat to, co chtějí, pokud svými kroky nezpůsobí žádnou škodu jiným lidem, v souladu s Neillovým principem „svoboda, nikoli svévole“. To se týká také svobody žáků vybrat si, kterých lekcí (pokud vůbec) se zúčastní.

## Historie
Přestože oficiální založení školy můžeme pravděpodobně datovat do následujících let, škola sama byla založena roku 1921, který bereme jako rok jejího vzniku. Summerhillská škola byla založena v roce 1921 Neillem v Hellerau u Drážďan v Německu jako součást Neue Schule („Nová škola“). Nicméně Neill byl nespokojen s jejím étosem Neue Schule, a proto ji přestěhoval do Sonntagbergu v Rakousku. Vzhledem k nepřátelství místních obyvatel se přestěhovala znovu roku 1923 do Lyme Regis v Anglii.
Dům v Lyme Regis byl nazýván Summerhill, a to se stalo jménem školy. V roce 1927 se znovu přestěhovali do současného sídla v Leistonu v anglickém hrabství Suffolk. To se během druhé světové války opět, ale jen dočasně přesunulo do Ffestiniog ve Walesu, a to proto, aby budovy mohly být použity jako tréninkový tábor britské armády. Po Neillově smrti v roce 1973 byl až do roku 1985 veden jeho manželkou Enou. Dnes je zde internátní a denní škola sloužící základnímu i střednímu vzdělávání v demokratickém stylu. Školu dnes[kdy?] vede Neillova dcera, Zoe Neill Readhedová.

## Filozofie
Summerhill je známý svou filozofií, že děti se učí nejlépe, pokud jsou osvobozeny od donucování. Všechny lekce jsou volitelné a žáci si mohou vybrat, jak naloží se svým časem. Neillův Summerhill je založen s přesvědčením, že „funkcí dítěte je žít svůj vlastní život – nikoli život, o kterém si jeho nervózní rodiče myslí, že by mělo žít, a také ne život podle účelů vychovatele, který si myslí, že je zná nejlépe.“
Jako doplněk ovládnutí svého volného času se mohou žáci účastnit samosprávného společenství školy. Školní shromáždění se konají třikrát týdně. Žáci i zaměstnanci zde mají rovný hlas při rozhodnutích, která ovlivňují jejich každodenní život, diskutují o problémech a vytvářejí či mění školní řád. Pravidla odsouhlasená na těchto shromážděních jsou široká – od sjednání přijatelného času odchodu do postele až po povolení nahoty kolem bazénu a ve třídě. Schůzky jsou také příležitostí pro komunitu hlasovat o postupu u nevyřešených konfliktů, jakými jsou pokuty za krádež (obvykle je pokutou povinnost zaplatit způsobenou škodu).
Při vytváření svých pravidel a udílení sankcí školní setkání obecně uplatňuje zásady A. S. Neilla „Svoboda, nikoli svévole“ (napsal knihu se stejným názvem). Základem je, že můžete dělat, co si přejete, pokud to nezpůsobí újmu ostatním. Proto máte možnost v areálu školy klít, jak se vám líbí, ale někomu nadávat je svévole. Nade vším jsou tyto hlavní zásady: demokracie, rovnost a svoboda. S nimi škola Summerhill pracuje.

## Řešení konfliktů
V Summerhillu používají dva hlavní způsoby řešení sporů.

### Veřejní ochránci práv
V první úrovni by měl stěžovatel jít za veřejným ochráncem práv k vyřešení konfliktu. Veřejní ochránci práv jsou voleni výborem starších členů komunity, jejichž úkolem je zasahovat do sporů. Jedna strana sporu požádá veřejného ochránce práv o pomoc ve své věci. Často vše, co musí veřejný ochránce práv udělat, je napomenout někoho, aby skončil s obtěžováním. Někdy, pokud je rozepře složitější, musí veřejný ochránce dělat prostředníka. Pokud konflikt nelze vyřešit neprodleně, nebo pokud je napomenutí veřejného ochránce práv ignorováno, může být případ předložen školnímu shromáždění.
Ve zvláštních případech shromáždění někdy určuje jedinci svého vlastního „speciálního“ veřejného ochránce práv, který se zabývá jen případy jedné osoby. To se obvykle stává, pokud je konkrétní dítě obětí soustavné šikany, nebo má problémy s jazykem. (V takovém případě je to někdo, kdo ovládá oba jazyky, např. angličtinu a jazyk daného dítěte.)

### Soudní dvůr
Soudní dvůr je školní shromáždění, které se zabývá lidmi, kteří porušují školní pravidla. Někdy je to samostatné shromáždění soudního dvora, jindy jsou zákonodárné i soudní jednání spojeny. To je samo o sobě věcí, která může být rozhodnuta na shromáždění.
„Případ“ k soudnímu dvoru přináší jedna osoba nebo skupina lidí. Osoba podávající žalobu u soudního výboru předloží problém, předseda se zeptá obviněných, jestli to udělali a mají-li k tomu co říct, pak volá za případné svědky. Jestli se obviněný přiznává k přestupku nebo jsou spolehlivé svědecké výpovědi, předseda vyzve k předložení návrhů. Potom je pro obecenstvo otevřena diskuse.
Pokud není žádný jasný důkaz o tom, kdo je vinen (například v případě nepozorované krádeže), je často jmenován „vyšetřovací výbor“. Vyšetřovací výbor má pravomoc k prohledání ubytovacích pokojů nebo skříněk a vyptávání se lidí. Pokud získají nějaké nové důkazy, vrátí věc k dalšímu projednání. V obci tak malé, jako Summerhill, málo událostí proběhne zcela bez povšimnutí, a záležitosti jsou obvykle rychle vyřešeny.
Jakmile se zjistí, že nějaká osoba porušila pravidla, musí shromáždění navrhnout a následně odhlasovat pokutu. U většiny školních pravidel je nařízena „standardní pokuta“ pro jejich porušení, poněkud odpovídající soudní trestní sazbě, ale může ještě být navržena odlišná pokuta. Pokuty mohou zahrnovat „důrazné varování“, které udílí předseda, peněžité pokuty, ztrátu výsad (například, že nemohou chodit mimo školu na vycházky, nebo chodí jako poslední, když se podává oběd) nebo „pracovní pokuta“, sběr odpadků po stanovenou dobu nebo podobné pracovní činnosti ve prospěch komunity. V případě krádeže je obvykle považováno za dostatečné, aby zloděj vrátil to, co bylo ukradeno. Ačkoli se také objevily některé vzácné případy, kdy odcizená movitost již není v držení zloděje. V těchto případech je zloděj potrestán jednou ze dvou vážnějších pokut a dotázán, kam předal majetek, který ukradl.

## Vzdělávací soustava
Ačkoli Neill byl zaměřený na sociální rozvoj dětí více než na jejich akademický rozvoj, má přesto Summerhill některé důležité odlišnosti v přístupu k výuce. V Summerhillu neexistuje pojem „ročník“ nebo „forma vzdělávání“. Místo toho jsou děti umístěny v souladu s jejich schopností v daném předmětu. Není neobvyklé, aby v jedné třídě byli žáci velmi různého věku, nebo aby žáci ve věku 13 nebo 14 let složili maturitní zkoušku. Tato soustava odráží přesvědčení, že děti by měly pokračovat svým vlastním tempem, spíše než aby musely splňovat stanovené standardy pro určitý věk.
Jsou zde také dvě učebny, které působí na základě „drop-in“ (poraď si sám) po celý nebo část dne: dílna a umělecké centrum. Do těchto tříd s dohledem může přijít každý, aby na něčem pracoval. Děti si obyčejně hrají s dřevěnými hračkami (většinou meče nebo zbraně), které si samy vyrobily, a mnoho nábytku a dekorací ve škole bylo také vytvořeno studenty.

## Internátní domy a pastýřská péče
Děti v Summerhillu jsou zařazeny v jedné z pěti skupin, které odpovídají budovám, v nichž jsou ubytovány. Umístění je obvykle rozhodnuto na začátku pololetí ředitelem, s přihlédnutím k věku dítěte. V praxi mohou mít mladší děti přednost, jestliže by moc dlouho čekaly na místo, v případě, že mají více přátel ve vyšší skupině nebo v případě, že vykazují znaky zralosti příslušníka vyšší skupiny.
Některá školní pravidla se týkají speciálně určité věkové skupiny, například nikdo cizí nesmí jezdit na kole dětí z domu San, a jen děti z domu Bouda a Vagony mohou zakládat táborové ohně. Pravidla o tom, kdy děti musí jít spát, jsou také podle věkové skupiny. V ložnici obvykle bydlí čtyři nebo pět dětí.

### Rodiče domů
Každý z internátních domů (s výjimkou vagonů, viz níže) má „rodiče domu“, zaměstnance, jehož povinností je pastýřská péče. Mezi povinnosti rodiče domu patří praní prádla jejich svěřenců, ošetření drobných poranění a bolístek, při závažnějších onemocněních je vzít k lékaři nebo do nemocnice a poskytovat obecnou emocionální podporu. V závislosti na věkové skupině jim mohou také vyprávět pohádky na dobrou noc, opatrují jejich cennosti, doprovází je do města užívat si kapesného nebo mluvit jejich jménem na zasedáních.

### San
Věk přibližně 6–8 let.
Budova San je přístavba v blízkosti učeben prvního stupně. Její název je odvozen od skutečnosti, že byla původně postavena jako sanatorium. Když se ukázala být nedostatečně využitá jako samostatné zdravotnické zařízení, byla předána k ubytování nejmenších dětí a rodiče domu. Předtím byly děti ze San ubytovány v hlavní budově školy a budova San se užívala jako knihovna. Pak se přestěhovaly zpátky a nyní v jejich pokojích bydlí děti z Chalupy.
Zákony školy obecně chrání děti ze San tak, že jim znemožňují zapojovat se do některých nebezpečných činností a brání starším dětem je šikanovat, podvádět nebo jinak zneužívat jejich mladší spolužáky. Děti ze San mají právo přednášet své případy na začátku školního shromáždění nebo může jiný žák nebo učitel přednášet záležitost či záležitosti jejich jménem.
Děti ze San mohou spát v pokojích chlapci i dívky pohromadě, zatímco starší děti každé pohlaví odděleně.

### Chalupa
Věk přibližně 9–10 let.
Děti z Chalupy byly původně umístěny ve staré Neillově chalupě, která je na okraji školního pozemku. Na nějakou dobu San zcela nahradil Chalupu, ale nyní děti z Chalupy bydlí v hlavní budově školy.

### Dům
Věk přibližně 11–12 let.
Děti z Domu jsou ubytovány v hlavní budově školy, nazvané jednoduše „Dům“.

### Boudy
Věk přibližně 13–14 let.
Boudy (jsou dvě, chlapecká a dívčí) jsou malá stavení, říká se jim tak pro určitou zchátralost jejich původní stavby. Budovy od té doby prošly rekonstrukcí.
Od dětí ve věku Boudy a výše se očekává, že se budou aktivněji podílet na chodu školy, stanou se členy výborů, budou předsedat jednání jako veřejný ochránce práv při řešení sporů a jednáních při školních shromážděních. Samozřejmě, že mladší děti mohou přijmout většinu z těchto rolí, pokud si to přejí, a žádné z nich nejsou povinné ani pro starší děti.

### Vagony
Věk přibližně 15 let a výše.
Stavby Vagonů jsou podobné stavbám Bud, jen větší. Původně to opravdu byly přestavěné železniční vozy. Při poslední rekonstrukci chlapecký vagon dostal kuchyňský kout a dívčí vagon dostal společenskou místnost a sprchový kout. (Ostatní koupelny ve škole mají pouze vanu.) Kterékoli zařízení mohou používat obě pohlaví.
Děti z Vagonů mají každé svůj pokoj a nepečují o ně rodiče domu. Namísto toho se očekává, že si vyperou své prádlo a obecně se o sebe postarají, ačkoli je tam řada zaměstnanců, kteří se starají o děti z Vagonů, které onemocní. Ty pak mají možnost, pokud potřebují radu dospělého nebo lékařskou pomoc, poradit se s rodiči domu Boudy.

## Významní bývalí žáci
- John Burningham, autor knih pro děti a ilustrátor
- Keith Critchlow, umělec a profesor architektury
- Rebecca De Mornay, herečka
- Storm Thorgerson, grafik designer specializující se na rocková alba
- Gus Dudgeon, hudební producent

## Státní inspekce
Summerhill nemá zcela ideální vztah s britskou vládou a je stále nejvíce prověřovanou školou v zemi. Během roku 1990 byl prověřován devětkrát. Později se ukázalo, že to bylo proto, že OFSTED („Úřad pro standardy ve vzdělávání“) zařadil Summerhill na tajný seznam 61 nezávislých škol, označené jako TBW (to be watched – k dalšímu sledování).
V březnu 1999 následovala velká kontrola z OFSTEDu, po níž ministr školství a zaměstnanosti David Blunkett vydal škole upozornění na nedostatky, spojené se záležitostí vedení vyučování při nepovinných hodinách. Nedbání na takovéto upozornění ve lhůtě šesti měsíců obvykle vede k uzavření školy, ale Summerhill se rozhodl napadnout upozornění u soudu. Případ se dostal ke speciálnímu vzdělávacímu soudnímu dvoru v březnu 2000, kde škola byla zastupována významnými obhájci zabývajícími se lidskými právy Geoffreym Robertsonem, QC, a Markem Stephensem. Čtyři dny před slyšením se vládní případ zhroutil a bylo dohodnuto vypořádání. Žáci, kteří se účastnili slyšení, ten den převzali soudní síň a konali školní shromáždění, na kterém diskutovali o tom, zda mají přijmout dohodu. Jednomyslně si odhlasovali, že tak mají učinit.
Podstata vypořádání byla významně širší, než by mohl rozhodnout soudní orgán samotný. Soudní dvůr měl pouze pravomoc ke zrušení upozornění na nedostatky, zatímco vypořádání vytvořilo ustanovení pro Summerhill, podle kterého má být prověřován s ohledem na jeho filozofii a hodnoty. To znamená, že hlas dítěte má být zahrnut do inspekce prostřednictvím společných shromáždění a dalšími způsoby, a že dva poradci ze školy, a jeden z DfE (britského ministerstva školství) budou inspektory doprovázet, aby inspekce respektovala cíle a hodnoty školy. Škola byla první v Anglii, kde děti mají právo na to, aby na formální schůzce s inspektory vyjádřily své názory. Poradci DfE se stali prof. Paul Hirst a prof. Geoff Whitty, ředitel Institutu vzdělávání, který je nyní řídícím orgánem OFSTEDu.
První úplná inspekční zpráva od sporné zprávy za rok 1999 byla zveřejněna v roce 2007. V roce 2007 byla provedena inspekce v rámci stanovené soudní dohody, a byla obecně pozitivní, a to i v oblastech dříve kritizovaných ve zprávě z roku 1999. Škola tvrdí, že od předešlé inspekce nezměnila svůj přístup. Poslední úplná inspekce provedená 5. října 2011 došla k závěru, že škola je vynikající ve všech oblastech s výjimkou výuky, která byla považována za dobrou, a ne vynikající kvůli problémům při posuzování.
V únoru 2013 DfE oznámil škole, že jednostranně vypovídají soudní dohodu, protože podle OFSTEDu nyní škole porozuměli a nepotřebují inspekční procedury, aby bylo zajištěno spravedlivé kontroly. Škola při jejich setkání s hlavním inspektorem škol, sirem Michaelem Wilshawem, 13. února 2013 poslala důkazy a otázky Výběrové komisi pro vzdělávání. Jako důkaz cituje člena Výběrové komise, který vyjádřil šok z procedurálních nedostatků, které OFSTEDu zabraňují učit se ze svých chyb.

## Dramatizace a dokumentární vyobrazení
Summerhill at 70, z redakce Channel 4, pořad Cutting Edge, dokumentární seriál, byl vysílán dne 30. března 1992.
2008 televizní produkce Summerhill, vysíláno na BBC1 a CBBC jako seriál a na BBC Four jako jednorázová dramatizace. Byla natočena v Summerhillu a představila silně beletrizovanou verzi soudního případu z roku 2000 a událostí, které k němu vedly. Mnoho záběrů bylo pořízeno přímo v Summerhill a využívá žáky jako kompars. Výroba předložila přehnaně pozitivní pohled na školu, protože režisér Jon East chtěl zpochybnit stávající model školy, jak je předváděn v populární kultuře. Za film získal dvě ceny BAFTA (British Academy of Film and Television Arts), z toho jednu za scénář od Alisona Hume.

## Summerhillský trust A. S. Neilla
Trust byl založen v roce 2004 Timem Brighousem, Tomem Contim, Billem Nighym, Markem Stephensem a Geoffreym Robertsonem QC za cílem získávání finančních prostředků na stipendia a pro podporu demokratického vzdělávání po celém světě. Vydává elektronický zpravodaj a pořádá fundraisingové akce. Výběrová komise školních dětí nazvaná Komise pro vnější záležitosti v průběhu let, které uběhly od soudního řízení, prosazuje Summerhill s podporou Trustu jako případovou studii pro děti ve státních školách, pro učitele a vzdělavatele ve školách, konferencích a na různých akcích. Mají spustit plně demokratická shromáždění v budovách Parlamentu a Londýnské radnice. Chystají lobbovat u čtyřech hlavních inspektorů škol prostřednictvím Výběrové komise pro vzdělávání za posílení významu práv dětí ve školách a při školních inspekcí. Dělají projevy na konferencích ministrů školství při UNESCO, agitují a protestují ve Zvláštní konferenci OSN o právech dítěte v New Yorku. Převzali aktivní roli v poradenství a účastní se akcí za práva dětí podle článku 12. Pokračují ve spolupráci se školami, vysokými školami a univerzitami.

## Summerhill v populární kultuře
Nejzlobivější holka od Enid Blytonové je seriál, který se odehrává ve smyšlené škole Whyteleafe, která je v mnohém podobná Summerhillu. Ve Whyteleafe děti vytvářejí pravidla a pořádají setkání za účelem jejich projednávání a přizpůsobují je. Učitelé děti netrestají, jsou přezkoumány a potrestány svými spolužáky při školních shromážděních.
Seriál Letopisy Narnie od C. S. Lewise krátce satirizuje progresivní přístupy ke vzdělávání na internátní škole, která se jmenuje Dům pokusů. Popis této školy se poněkud podobá v některých rysech Summerhillu.
Kniha Inspekce Ostrova (Inspecting The Island) od Hyldy Simsové se odehrává ve smyšlené škole Coralford založené na příběhu Summerhillu.
V knize Rosemary čeká děťátko (Rosemary’s baby) hlavní postava ztvárněná Miou Farrowovou čte kopii Neillovy knihy o Summerhillu.

## Citace
- „Chtěl bych, aby Summerhill vyráběl spíše šťastné metaře než neurotické učence.“ – A. S. Neill
- „Nikdo není dost moudrý nebo dost dobrý, aby formoval charakter jakéhokoliv dítěte. To špatné, co se děje s naším nemocným, neurotickým světem, je dáno tím, že jsme byli formováni. Dospělé generaci, která viděla dvě velké války a jak se zdá, se chystá spustit třetí, by nemělo být svěřeno ani formování charakteru krysy.“ – A. S. Neill
- „O čem nemůže být pochyb, že se tady děje kus fascinujícího a hodnotného pedagogického výzkumu, který by bylo pro všechny pedagogy dobré vidět.“ – zpráva od inspektorů škol Jejího Veličenstva, 1949
- „Chtěl bych co nejdříve zapsat mé dítě do bordelu jako Summerhill.“ – Max Rafferty Summerhill: pro a proti. Hart Publishing. 1970. ISBN 0-8055-1075-3.
- „Když jsme s mojí první ženou školu zakládali, bylo naší hlavní myšlenkou, aby škola byla vhodná pro dítě – namísto toho, aby se dítě přizpůsobovalo škole.“ – A. S. Neill